# Сюзън Хил
Сюзън Елизабет Хил (на английски: Susan Hill) е английска литературна критичка, драматуржка, писателка (авторка на бестселъри в жанровете трилър, криминален роман, готически хорър, детска литература и документалистика).

## Биография и творчество
Родена е на 5 февруари 1942 г. в Скарбъроу, Северен Йоркшър, Англия, в семейството на Р. Х. и Дорис Хил. През 1958 г. семейството ѝ се премества в Ковънтри, където баща ѝ работи в самолетостроителни заводи. Завършва девическата езикова гимназия „Хил Бар“. Завършва през 1963 г. Кралския колеж в Лондон с отличие и бакалавърска степен по английска литература. В периода 1963 – 1968 г. работи като литературен критик в „Ковънтри Ивнинг Телеграф“.
На 23 април 1975 г. се омъжва за Стенли Уелс, Шекспиров изследовател. Преместват се да живеят в Стратфорд на Ейвън. Имат три дъщери – Джесика Ръстън (1977), Имоджен (починала след преждевременно раждане), Клеменси (1985).
През 1977 г. работи като месечен колумнист в „Дейли Телеграф“ в Лондон. В периода 1986 – 1987 г. работи като коментатор на литературни произведения в предаването „Лавица“ в „Радио 4“. Основава през 1996 г. издателската компания „Long Barn Books“. Редактира и публикува от 1998 г. тримесечното литературно списание „Книги и компании“.
Сюзън Хил още от училище се интересува от литература и театър. Още докато е студентка пише и през 1961 г. публикува първата си книга „The Enclosure“. Романът е критикуван тогава за сексуалното му съдържание.
През 1983 г. е публикуван един от най-известните ѝ криминални хорър романи „Жената в черно“. По него през 1987 г. е направено пиеса, която има постоянни представления. През 1989 г. романът е екранизиран в едноименния филм с участието на Ейдриън Роулинс, Бърнард Хептън, Дейвид Дейкър, а през 2012 г. в едноименния филм с участието на Даниел Радклиф, Джанет Мактиър, Дейвид Бърк и Киърън Хайндс. 
През 2004 г. е издаден първият ѝ криминален роман „Смъртта е моята крепост“ от поредицата „Саймън Сърейлър“. Главни герои са тайнствения детектив Саймън Сърейлър и младата надъхана полицайка Фрея Графхам, които разплитат убийства и поредица от мистерии.
През 2012 г. е удостоена с отличието Командор на Ордена на Британската империя.
Сюзън Хил живее със семейството си в Оксфорд.

## Произведения

### Самостоятелни романи
- The Enclosure (1961)
- Do Me a Favour (1963)
- Gentleman and Ladies (1968)
- A Change for the Better (1969)
- I'm the King of the Castle (1970) – награда „Съмърсет Моъм“
Аз съм господарката на замъка,
- Strange Meeting (1971)
- The Bird of Night (1972) – награда „Уитбреад“
- In the Springtime of the Year (1974)
През пролетта на една година,
- The Woman in Black (1983)
Жената в черно, изд.: „Пергамент Прес“, София (2012), прев. Огняна Иванова
- Air and Angels (1991)
- The Glass Angels (1991)
- Friends Next Door (1992)
- A Very Special Birthday (1992)
- The Mist in the Mirror: A Ghost Story (1992)
- Mrs De Winter (1993)
Мисис де Уинтър,
- The Service of Clouds (1998)
- The Man in the Picture (2007)
- The Battle for Gullywith (2008)
- The Beacon (2008)
- The Small Hand (2010)
- A Kind Man (2011)
- Dolly (2012)
- Black Sheep (2013)

### Серия „Саймън Сърейлър“ (Simon Serrailler)
1. The Various Haunts of Men (2004)
Смъртта е моята крепост, изд.: „ИнфоДАР“, София (2008), прев. Венета Табакова
2. The Pure in Heart (2005)
3. The Risk of Darkness (2006)
4. The Vows of Silence (2008)
5. The Shadows in the Street (2010)
6. The Betrayal of Trust (2011)
7. A Question of Identity (2012)
8. The Soul of Discretion (2014)
9. A Breach of Security (2014)

### Новели
- Antonyin's (2011)
- The Brooch (2011)
- Father, Father (2011)
- The Punishment (2011)
- Crystal (2012)
- Hunger (2013)
- Printer's Devil Court (2013)
- Irish Twins (2014)

### Илюстрована детска литература
- One Night at a Time (1984) – издадена и като „Go Away Bad Dreams“
- Mother's Magic (1986)
- Can it be True?: A Christmas Story (1988)
- Suzy's Shoes (1989)
- I Won't Go there Again (1990)
- Septimus Honeydew (1990)
- Pirate Poll (1992)
- Beware, Beware (1993)
- King of Kings (1993)
- Peter Pan (2012)
- The Wind in the Willows: A Fine Welcome (2013)

### Сборници
- The Albatross: And Other Stories (1971) – награда „Джон Люелин“
Албатросът,
- A Bit of Singing and Dancing: And Other Stories (1973)
- The Cold Country: And other Plays for Radio (1975)
- Stories From Codling Village (1990)
- The Christmas Collection (1994)
- Listening to the Orchestra (1996)
- The Boy Who Taught the Beekeeper to Read: And Other Stories (2003)

### Документалистика
- The Magic Apple Tree: A Country Year (1982)
- Through the Kitchen Window (1984)
- Through the Garden Gate (1986)
- The Lighting of the Lamps (1987)
- Shakespeare Country (1987)
- Lanterns Across the Snow (1987)
- The Spirit of the Cotswolds (1988)
- Family (1989)
- Spirit of Britain – an Illustrated Guide to Literary Britain (1994)
- Reflections from a Garden (1995)
- Howards End Is On The Landing (2009)
- The Library Book (2012) – с Алън Бенет, Ан Клийвс, Сет Годин, Том Холанд, Вал Макдърмид, Луси Манган, Чайна Миевил, Кейтлин Моран, Кейт Мос, Джули Майерсън, Бейли Рай, Лайънъл Шрайвър и Харди Кохли Сингх

### Пиеси
- Lizard in the Grass (1971)
- The Cold Country and Other Plays for Radio (1975)
- On the Face of It (1975)
- The Ramshackle Company (1981)
- Chances (1981)

### Екранизации
- 1969 Jackanory – ТВ сериал, автор на 5 епизода
- 1981 BBC2 Playhouse – ТВ сериал, автор на 1 епизод
- 1982 All for Love – ТВ сериал, автор на 5 епизода
- 1989 Je suis le seigneur du château – по романа „Аз съм господарката на замъка“
- 1989 Жената в черно – ТВ филм по романа
- 2012 Жената в черно
- 2014 Жената в черно 2: Ангел на смъртта – автор на продължението